# European Poker Tour Saison 6
Résultats de la saison 6 de l'European Poker Tour (EPT).

## Résultats

### EPT 6Kiev
- Casino: Kyiv Sports Palace, Kiev, Ukraine
- Prix d'entrée: 4 700 € + 300 €
- Date: Du 18 août au 23 août 2009
- Nombre de joueurs: 296
- Prize Pool: 1 391 200 €
- Nombre de places payées: 40

| Place | Nom                 | Prix      |
| ----- | ------------------- | --------- |
| 1er   | Maxim Lykov         | 330 000 € |
| 2e    | Alexander Dovzhenko | 220 000 € |
| 3e    | Vitaly Tolokonnikov | 140 000 € |
| 4e    | Arthur Simonyan     | 100 000 € |
| 5e    | Lucasz Plichta      | 80 000 €  |
| 6e    | Ad Schaap           | 60 000 €  |
| 7e    | Torsten Tent        | 45 000 €  |
| 8e    | Vadim Markushevski  | 30 000 €  |

### EPT 6Barcelone
- Casino: Casino Barcelona, Barcelone, Espagne
- Prix d'entrée: 8 000 € + 300 €
- Date: Du 4 septembre au 9 septembre 2009
- Nombre de joueurs: 479
- Prize Pool: 3 832 000 €
- Nombre de places payées: 72

| Place | Nom               | Prix      |
| ----- | ----------------- | --------- |
| 1er   | Carter Phillips   | 850 000 € |
| 2e    | Marc Goodwin      | 530 000 € |
| 3e    | Santiago Terrazas | 300 000 € |
| 4e    | Mihai Manole      | 250 000 € |
| 5e    | Asa Gregory Smith | 200 000 € |
| 6e    | Tony Ville Ojala  | 160 000 € |
| 7e    | Matt Lapossie     | 120 000 € |
| 8e    | Georgios Kapalas  | 80 000 €  |

### EPT 6Londres
- Casino: Hilton London Metropole, Londres, Angleterre
- Prix d'entrée: 5 000 £ + 250 £
- Date: Du 2 octobre au 7 octobre 2009
- Nombre de joueurs: 739
- Prize Pool: 3 540 500 £
- Nombre de places payées: 104

| Place | Nom               | Prix      |
| ----- | ----------------- | --------- |
| 1er   | Aaron Gustavson   | 850 000 £ |
| 2e    | Peter Eastgate    | 530 000 £ |
| 3e    | Nikolai Senninger | 285 000 £ |
| 4e    | Michael Gudvangen | 227 000 £ |
| 5e    | Dominic Cullen    | 173 000 £ |
| 6e    | Rui Milhomens     | 124 000 £ |
| 7e    | Raymond Wu        | 87 000 £  |
| 8e    | Karim Bennani     | 50 100 £  |

### EPT 6Varsovie
- Casino: Casinos Poland Hyatt Regency, Varsovie, Pologne
- Prix d'entrée: 23 500 K + 1 500 K PLN
- Date: Du 20 octobre au 25 octobre 2009
- Nombre de joueurs: 207
- Prize Pool: 4 770 500 PLN
- Nombre de places payées: 24

| Place | Nom                  | Prix          |
| ----- | -------------------- | ------------- |
| 1er   | Christophe Benzimra  | 1 493 170 PLN |
| 2e    | Alfio Battisti       | 834 840 PLN   |
| 3e    | Oleksandr Vaserfirer | 500 900 PLN   |
| 4e    | Luca Pagano          | 357 790 PLN   |
| 5e    | Ruslan Prydryk       | 295 770 PLN   |
| 6e    | Clayton Mozdzen      | 233 750 PLN   |
| 7e    | Alexander Klimashin  | 186 050 PLN   |
| 8e    | Anatoly Gurtovoy     | 133 570 PLN   |

### EPT 6Vilamoura
- Casino: Vilamoura Casino, Vilamoura, Portugal
- Prix d'entrée: 5 000 € + 300 €
- Date: Du 17 novembre au 22 novembre 2009
- Nombre de joueurs: 322
- Prize Pool: 1 561 700 €
- Nombre de places payées: 48

| Place | Nom              | Prix      |
| ----- | ---------------- | --------- |
| 1er   | Antonio Matias   | 404 793 € |
| 2e    | Pierre Neuville  | 257 681 € |
| 3e    | Jeff Sarwer      | 156 170 € |
| 4e    | Jan Skampa       | 117 128 € |
| 5e    | Joao Silva       | 78 085 €  |
| 6e    | Michel Abécassis | 62 468 €  |
| 7e    | Ryan Franklin    | 46 851 €  |
| 8e    | Andrei Vlasenko  | 31 234 €  |

### EPT 6Prague
- Casino: Golden Prague Poker Hilton Prague Hotel, Prague, République tchèque
- Prix d'entrée: 5 000 € + 250 €
- Date: Du 1er décembre au 6 décembre 2009
- Nombre de joueurs: 586
- Prize Pool: 2 930 000 €
- Nombre de places payées: 80

| Place | Nom             | Prix      |
| ----- | --------------- | --------- |
| 1er   | Jan Skampa      | 682 000 € |
| 2e    | Eyal Avitan     | 454 000 € |
| 3e    | Stefan Mattsson | 255 000 € |
| 4e    | Anthony Roux    | 171 000 € |
| 5e    | Larry Ryan      | 135 000 € |
| 6e    | Luca Pagano     | 100 000 € |
| 7e    | Gustav Ekerot   | 71 000 €  |
| 8e    | Sven Eichelbaum | 55 500 €  |

### EPT 6Paradise IslandPokerStars Caribbean Adventure
- Casino: Atlantis Resort, Paradise Island, Bahamas
- Prix d'entrée: 10 000 $ + 600 $
- Date: Du 4 janvier au 14 janvier 2010
- Nombre de joueurs: 1 529
- Prize Pool: 14 831 300 $
- Nombre de places payées: 224

| Place | Nom              | Prix        |
| ----- | ---------------- | ----------- |
| 1er   | Harrison Gimbel  | 2 200 000 $ |
| 2e    | Tyler Reiman     | 1 750 000 $ |
| 3e    | Barry Shulman    | 1 350 000 $ |
| 4e    | Benjamin Zamani  | 1 000 000 $ |
| 5e    | Ryan D'Angelo    | 700 000 $   |
| 6e    | Aage Ravn        | 450 000 $   |
| 7e    | Zachary Goldberg | 300 000 $   |
| 8e    | Tom Kora         | 201 300 $   |

### EPT 6Deauville
- Casino: Casino Barriere de Deauville, Deauville, France
- Prix d'entrée: 5 000 € + 300 €
- Date: Du 20 janvier au 25 janvier 2010
- Nombre de joueurs: 768
- Prize Pool: 3 686 400 €
- Nombre de places payées: 104

| Place | Nom                | Prix      |
| ----- | ------------------ | --------- |
| 1er   | Jake Cody          | 847 000 € |
| 2e    | Teodor Caraba      | 516 000 € |
| 3e    | Mike McDonald      | 295 000 € |
| 4e    | Craig Bergeron     | 221 000 € |
| 5e    | Claudius Secara    | 165 000 € |
| 6e    | Stephane Albertini | 129 000 € |
| 7e    | M. F.              | 92 000 €  |
| 8e    | Peter Eastgate     | 70 000 €  |

### EPT 6Copenhague
- Casino: Casino Copenhagen, Copenhague, Danemark
- Prix d'entrée: 35 000 DKK + 2 250 DKK
- Date: Du 16 février au 21 février 2010
- Nombre de joueurs: 432
- Prize Pool: 14 212 800 DKK
- Nombre de places payées: 56

| Place | Nom               | Prix          |
| ----- | ----------------- | ------------- |
| 1er   | Anton Wigg        | 3 675 000 DKK |
| 2e    | Francesco De Vivo | 2 275 000 DKK |
| 3e    | Morten Klein      | 1 400 000 DKK |
| 4e    | Yorane Kerignard  | 1 050 000 DKK |
| 5e    | Richard Loth      | 715 000 DKK   |
| 6e    | Roberto Romanello | 570 000 DKK   |
| 7e    | Morten Guldhammer | 425 000 DKK   |
| 8e    | Jesper Petersen   | 282 800 DKK   |

### EPT 6Berlin
- Casino: Spielbank Berlin am Potsdamer Platz
- Prix d'entrée: 5 000 € + 300 €
- Date: Du 2 mars au 7 mars 2010
- Nombre de joueurs: 945
- Prize Pool: 4 725 000 €
- Nombre de places payées: 144

| Place | Nom               | Prix        |
| ----- | ----------------- | ----------- |
| 1er   | Kevin MacPhee     | 1 000 000 € |
| 2e    | Ilari Tahkokallio | 600 000 €   |
| 3e    | Marc Inizan       | 350 000 €   |
| 4e    | Arthur Wasek      | 280 000 €   |
| 5e    | Ketul Nathwani    | 210 000 €   |
| 6e    | Marcel Koller     | 165 000 €   |
| 7e    | Marko Neumann     | 120 000 €   |
| 8e    | Nico Behling      | 72 000 €    |

### EPT 6 Snowfest
- Casino: Alpine Palace Card Casino, Salzbourg, Autriche
- Prix d'entrée: 3 500 € + 250 €
- Date: Du 21 mars au 26 mars 2010
- Nombre de joueurs: 546
- Prize Pool: 1 853 680 €
- Nombre de places payées: 80

| Place | Nom                 | Prix      |
| ----- | ------------------- | --------- |
| 1er   | Allan Bække         | 445 000 € |
| 2e    | Russell Carson      | 296 000 € |
| 3e    | Johannes Strassmann | 166 000 € |
| 4e    | Alain Medesan       | 111 000 € |
| 5e    | Brent Wheeler       | 88 000 €  |
| 6e    | Jonathan Schroer    | 65 000 €  |
| 7e    | Lukas Baumann       | 46 000 €  |
| 8e    | Daniel van Kalkeren | 37 000 €  |

### EPT 6San Remo
- Casino: Casino Sanremo, San Remo, Italie
- Prix d'entrée: 5 000 € + 300 €
- Date: Du 15 avril au 21 avril 2010
- Nombre de joueurs: 1 240
- Prize Pool: 6 014 000 €
- Nombre de places payées: 184

| Place | Nom               | Prix        |
| ----- | ----------------- | ----------- |
| 1er   | Liv Boeree        | 1 250 000 € |
| 2e    | Jakob Carlsson    | 750 000 €   |
| 3e    | Toni Pettersson   | 420 000 €   |
| 4e    | Michael Piper     | 345 000 €   |
| 5e    | Alexey Rybin      | 270 000 €   |
| 6e    | Giuseppe Diep     | 210 000 €   |
| 7e    | Claudio Piceci    | 150 000 €   |
| 8e    | Atanas Gueorguiev | 90 000 €    |

### EPT 6Monte-CarloGrand Final
- Casino: Monte Carlo Bay Hotel & Resort, Monte-Carlo, Monaco
- Prix d'entrée: 10 000 € + 600 €
- Date: Du 25 avril au 30 avril 2010
- Nombre de joueurs: 848
- Prize Pool: 8 480 000 €
- Nombre de places payées: 128

| Place | Nom                  | Prix        |
| ----- | -------------------- | ----------- |
| 1er   | Nicolas Chouity      | 1 700 000 € |
| 2e    | Josef Klinger        | 1 000 000 € |
| 3e    | Dominykas Karmazinas | 700 000 €   |
| 4e    | Herve Costa          | 500 000 €   |
| 5e    | Andrew Chen          | 400 000 €   |
| 6e    | Aleh Plauski         | 300 000 €   |
| 7e    | Roger Hairabedian    | 200 000 €   |
| 8e    | Mesbah Guerfi        | 140 000 €   |